# جوديث جاكوب
جوديث جاكوب (بالإنجليزية: Judith Jacob)‏ هي ممثلة بريطانية، ولدت في 13 ديسمبر 1961.

## وصلات خارجية
- جوديث جاكوب على موقع IMDb (الإنجليزية)
- جوديث جاكوب على موقع قاعدة بيانات الفيلم (الإنجليزية)